# New Richland (Minnesota)
New Richland es una ciudad ubicada en el condado de Waseca en el estado estadounidense de Minnesota. En el Censo de 2010 tenía una población de 1203 habitantes y una densidad poblacional de 766,47 personas por km².

## Geografía
New Richland se encuentra ubicada en las coordenadas 43°53′37″N 93°29′38″O / 43.89361, -93.49389. Según la Oficina del Censo de los Estados Unidos, New Richland tiene una superficie total de 1.57 km², de la cual 1.57 km² corresponden a tierra firme y (0%) 0 km² es agua.

## Demografía
Según el censo de 2010, había 1203 personas residiendo en New Richland. La densidad de población era de 766,47 hab./km². De los 1203 habitantes, New Richland estaba compuesto por el 97.09% blancos, el 1% eran afroamericanos, el 0.08% eran amerindios, el 0.25% eran asiáticos, el 0% eran isleños del Pacífico, el 1.08% eran de otras razas y el 0.5% pertenecían a dos o más razas. Del total de la población el 3.41% eran hispanos o latinos de cualquier raza.